# 倉持隆夫
倉持 隆夫（くらもち たかお　1941年1月2日 - ）は、日本テレビ放送網の元アナウンサー。

## 来歴・人物
東京都三鷹市出身。東京都立豊多摩高等学校、早稲田大学法学部卒業。早大在籍時には笹沢左保の書生を務めている。1964年4月、アナウンサーとして日本テレビに入社。徳光和夫の薦めで『全日本プロレス中継』の実況アナウンサーの一員となる。特に1976年頃からは清水一郎、徳光の後を受けたメインアナウンサーとなる。ジャイアント馬場、ジャンボ鶴田、ミル・マスカラス、ザ・ファンクスらの数々の名勝負を18年間にわたり実況。独特の「倉持節」でプロレスファンを熱狂させ、1990年の実況最後の日には試合会場でウェーブが沸き起こるほどの支持を得た。
1990年から若林健治にメイン実況を譲って事業部へ異動。その間、日本テレビ在籍のまま東京ケーブルネットワーク製作（日テレと資本関係にある）のジャパン女子プロレス実況や、NWAやWWFのビデオ実況も行っている。1995年、日本テレビの親会社である読売新聞北陸支社・金沢総局へ出向して、系列局テレビ金沢のワイド番組『2時間ワイドじゃんけんぽん』のニュースキャスターを務める。その後報道部勤務を経て、2001年3月に定年退職。
日本テレビ所属として全日本プロレスの中継に関わり続けた関係上、全日本にとって「不倶戴天の敵」にあたるアントニオ猪木の試合の実況を担当したのは1979年8月26日に行われたプロレス夢のオールスター戦メインイベント、馬場・猪木組対アブドーラ・ザ・ブッチャー・タイガー・ジェット・シン戦のみだったが、退職後、『紙のプロレス』誌のインタビューや自らの著書で、自らが猪木に心酔していることをたびたび明かしており、金沢での勤務時代、同地を訪れた猪木と会う機会を得、人柄に魅せられたのがきっかけであるという。
夫人と共にスペイン・セビリアに移住していたが、現在は帰国して日本に住んでいる。

## プロレス実況
1977年「世界オープンタッグ選手権」最終戦・蔵前国技館でのザ・ファンクスVSザ・シーク＆アブドーラ・ザ・ブッチャー戦、1981年の「世界最強タッグ決定リーグ戦」最終戦におけるスタン・ハンセンの突然の乱入（試合後の乱闘騒ぎで「これは全日本プロレスのリング上だ！！」とコメントしている）、その翌年の馬場・ハンセンの初一騎討ちなど、全日本プロレスの歴史的瞬間に数多く立ち会う。また1980年5月2日、後楽園ホールでのアブドーラ・ザ・ブッチャー対ザ・シーク戦で、倉持自身がザ・シークに襲撃され額を割られ救急車送りにされるという前代未聞のアクシデントにも遭遇した（ブッチャーVSシークは局の判断で未放送となったが、後年の懐古番組（日テレジータス・プロレスクラシックなど）で放送されることになる）。
ある大会において馬場の試合の実況を担当した際、倉持は「動きが限界に近いですね」と実況した。試合終了後に倉持は、原プロデューサーに呼び出されて「俺は日プロ時代から馬場を見ているんだ。かつてのビデオを見てみろ。あの16文キックの迫力はすさまじかったんだ。視聴者の夢を壊すようなこと言うんじゃない」と注意されたという。以降、倉持は馬場に感情を傾けて実況するようになった。倉持は馬場の衰えを感じる気持ちは変わらなかったという。
ハンセンの試合も数多く実況しており、1981年の世界最強タック決定リーグ戦の乱入劇では、倉持は直前まで新日本プロレス「MSGタッグ・リーグ戦」に参戦していたハンセンの名前を出すのはまずいと考え、控室から出る際には「これは誰でしょうか?ウエスタンハットをかぶった大型の男」と実況していたが、カメラが切り替わった瞬間に「あっ!スタン・ハンセンだ!スタン・ハンセンがセコンドですね」と実況した他、日本テレビのアナウンサーでは初めてウエスタン・ラリアットの名前を出したアナウンサーとなった。1988年3月5日に秋田市立体育館で行われた天龍源一郎&阿修羅・原組（龍原砲）VSハンセン&テリー・ゴディの実況も担当し、ハンセンが失神後に大暴れした一部始終も実況した。
全日本プロレス中継レギュラー枠最後の実況は日本武道館におけるテリー・ゴディ・スティーブ・ウィリアムス組対ハンセン・天龍源一郎組の世界タッグ選手権。ヒザを痛めていた天龍の不甲斐なさにハンセンと天龍が仲間割れしたシーンを「何だー！　何だー！　何が起こっている！」と実況。リング上での挨拶では「会場の皆さん！　視聴率が欲しいんです！」と述べている。
また、東京ドームで行われた「日米レスリングサミット」ではメインイベントのスタン・ハンセン対ハルク・ホーガン戦を実況。フィニッシュが近づいたことを感じた倉持はレポートする徳光和夫を制し、「ちょっと待ってください！　実況を続けます！」と述べ、「ハルク・ホーガンのアックスボンバー！　これがアックスボンバーだ！」と実況。これが全日本プロレス最後の実況となった。
同時期に新日本プロレス中継で一世を風靡した古舘伊知郎の実況スタイルについては「作り物のアナウンサー」「次から次へでたらめを本物っぽく言うんです」と切り捨てている。

## 著書
- 『マイクは死んでも離さない 「全日本プロレス」実況、黄金期の18年』（2010年1月1日、新潮社）ISBN 978-4103221210